# Arnold Lobel
Arnold Stark Lobel (22 de mayo de 1933 – 4 de diciembre de 1987) fue un autor de libros infantiles e ilustrador estadounidense. Entre sus obras más conocidas se encuentra la saga Frog and Toad (conocida en latinoamérica como Sapo y Sepo) y la novela Mouse Soup (en español Sopa de Ratón). Escribió e ilustró libros como Fables (en español Fábulas), por el cual ganó la Medalla Caldecott en 1981, premio que reconoce al mejor libro ilustrado del año en Estados Unidos.

## Biografía
Lobel nació en la ciudad de Los Ángeles, California, pero fue criado por Lucille Stark y Joseph Lobel en Schenectady, Nueva York. La infancia de Lobel no fue feliz, ya que era víctima de bullying, pero amaba leer libros ilustrados en su biblioteca local, se aficionó a contar cuentos a sus amigos y así evitó el acoso escolar. Se educó en el Pratt Institute en Brooklyn. En 1955, después de graduarse, se casó con Anita Kempler, ilustradora y escritora de libros infantiles, a quien conoció estudiando Artes. Trabajaron en el mismo estudio y colaboraron juntos en muchos libros. Tuvieron dos hijos: su hija Adrianne y su hijo Adam Lobel.
Al terminar sus estudios, Lobel fue incapaz de financiar su vida como ilustrador y escritor de libros infantiles, así que trabajó en revistas de publicidad y negocios, lo que no le gustaba hacer.
En 1974, le dijo a su familia que era gay. Falleció de un paro cardiorrespiratorio a causa de VIH el 4 de diciembre de 1987 en el Doctors Hospital, Nueva York.

## Escritos e ilustraciones
Lobel amaba su trabajo y lo describía como un sueño, pues decía que "No podía pensar en otro trabajo que pudiera ser más agradable y divertido que hacer libros para niños" .
Lobel empezó a dibujar en un periodo en el que estuvo enfermo cuando iba en segundo grado. Su carrera profesional comenzó escribiendo e ilustrando fábulas y lecturas simples "convencionales". Su estilo podría ser descrito como minimalista.  Frecuentemente, sus obras trataban sobre animales, los cuales usaba porque sentía que podían ayudar con la suspensión de incredulidad.
Su segundo libro, A Holiday for Mister Muster, y tal vez otros, encontraron inspiración en el Zoológico de Prospect Park, que se ubicaba frente a la casa de Lobel y su familia. Las series animadas de televisión que sus hijos veían también fueron inspiración para él, como también la serie de televisión estadounidense Bewitched y The Carol Burnett Show.
El vocabulario, los conflictos de trama y el estilo de escribir de Lobel ayudaron a concebir un territorio más expandido para los libros infantiles. Lobel dijo haber identificado la razón por la cual se convirtió en mejor escritor fue la exploración de sus propios sentimientos. En una entrevista con The Lion and The Unicorn en el año 1977, Lobel habló sobre las maneras en las que canalizaba sus emociones en su trabajo sin dejar de lado su público infantil. Esto era parte de la creencia de Lobel de que las emociones de infantes y adultos eran más similares que diferentes. Su trabajo ha sido descrito como "soleado, cálido, incluso acogedor", a pesar de que el proceso de escritura era "doloroso" para Lobel, quien estaba más inclinado a ilustrar que a escribir pues sólo había comenzado a escribir por un aumento de ganancias a través de derechos de autor. En 1983, Lobel comenzó a creer en sus instintos como escritor.
Las obras de Lobel, tanto ilustraciones como escritos, pasaron por distintas fases en su carrera. Sus primeros trabajos tenían un humor escrito en verso, un estilo al que volvería más adelante en su carrera. En los años 70 las ilustraciones de Lobel dejaron de ser sólo en colores primarios y comenzaron a tener un espectro más grande de colores en tonalidad pastel. El personaje solitario, ya sea representado en serio o como un personaje gracioso, era muy común en las obras de Lobel, tanto como los dos personajes que son complementarios. Las ilustraciones de Lobel sirvieron para visualizar el ritmo y las emociones del texto en una manera que fuera "cinemática".
Lobel ilustró casi 100 libros a lo largo de su carrera que fueron traducidos en distintos países. A pesar de los premios que ganó, Lobel no fue muy reconocido durante su vida.

## Rana y Sapo
Artículo principal: Frog and Toad
Compuesta por cuatro libros, la saga Rana y Sapo se centra en la amistad de dos anfibios antropomórficos. Lobel se refirió a que su personalidad estaba reflejada en ambos personajes, diciendo que "Rana y Sapo son dos aspectos de mí mismo." El notable contraste entre la personalidad "aventurada" de Rana y la personalidad "torpe" de Sapo es parte de lo que hace su relación creíble y entrañable. Su hija Adrianne ha sugerido que la amistad entre los dos personajes fue un impulso para que su padre revelara su homosexualidad, aunque esto no fue algo que Lobel discutió públicamente. La fuerte amistad entre Rana y Sapo ha sido identificada como una razón importante del éxito entre infantes, como también su relación "vaudevillana".

## Premios
Lobel es parte del pequeño grupo de personas que han sido nominadas tanto como autores e ilustradores por la medalla Caldecott y la medalla Newbery. Lobel ganó la medalla Caldecott en 1981, reconociendo a Fables como el libro mejor ilustrado del año entre libros infantiles estadounidenses. Fue finalista del mismo premio en 1971 y 1972 por Sapo y Sepo son amigos y Hildilid's Night. Ganó un Premio de Honor Newbery en 1973 por Sapo y Sepo, inseparables (1972). También ganó el premio Garden State Children's Book Award de la asociación de bibliotecas de Nueva Jersey por Mouse Soup (1977). 